# Soestia
Genre
Espèce
Soestia est un genre de salpes, tuniciers pélagiques cosmopolite en zones tropicales ou en zones tempérées.

## Liste d'espèces
Le genre Soestia ne compte qu'une seule espèce Soestia zonaria. Il est à présent monotypique.
L'espèce Soestia cylindrica (Cuvier, 1804) a été renommée en Iasis cylindrica. 

## Synonymes
- Holothurium zonarium Pallas, 1774
- Iasis zonaria (Pallas, 1774)
- Salpa nitida Hedman, 1888
- Salpa polycratica Forskål, 1775
- Salpa quadrangularis Lesson, 1832
- Salpa tricuspida Lesson, 1832
- Salpa zonaria (Pallas, 1774)

## Description
Les oozoïdes solitaires sont longs de 50 mm environ. Ils sont transparents. L'espèce est caractérisée par la forme prismatique et non cylindrique du test avec un sillon longitudinal ventral et un sillon dorsal profond. Une autre caractéristique distinctive sont les 5 larges bandes musculaires réparties le long du test et interrompues au niveau du sillon ventral, le premier muscle étant interrompu aussi au niveau dorsal.
Le système digestif est constitué d'un estomac entouré par l'intestin et se trouve à l'extrémité anale. Cette extrémité est prolongée par un appendice triangulaire côté dorsal.
L'oozoïde solitaire se déplace par propulsion en éjectant de l'eau.

## Quelques vues

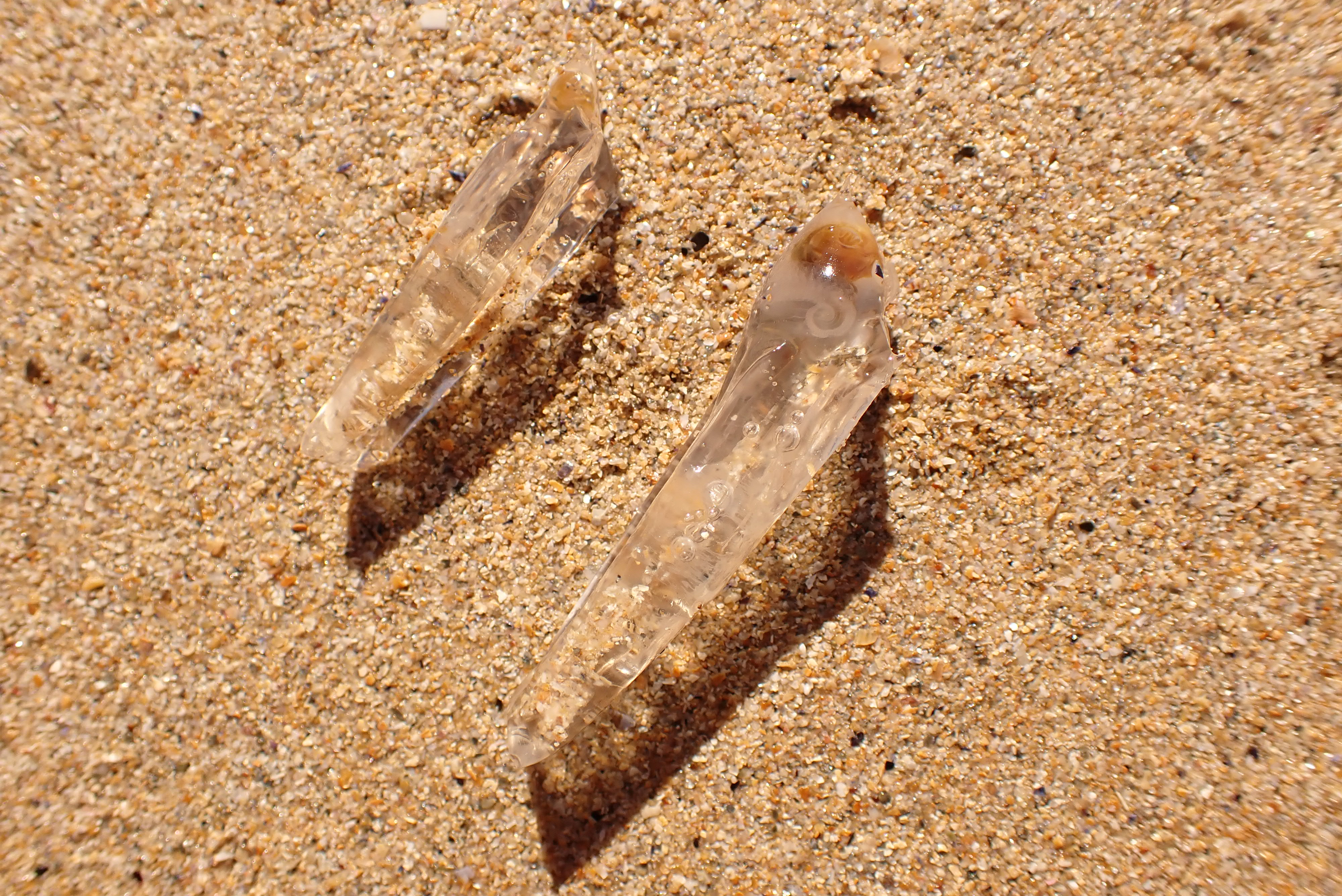
Oozoïdes échoués, vue latérale
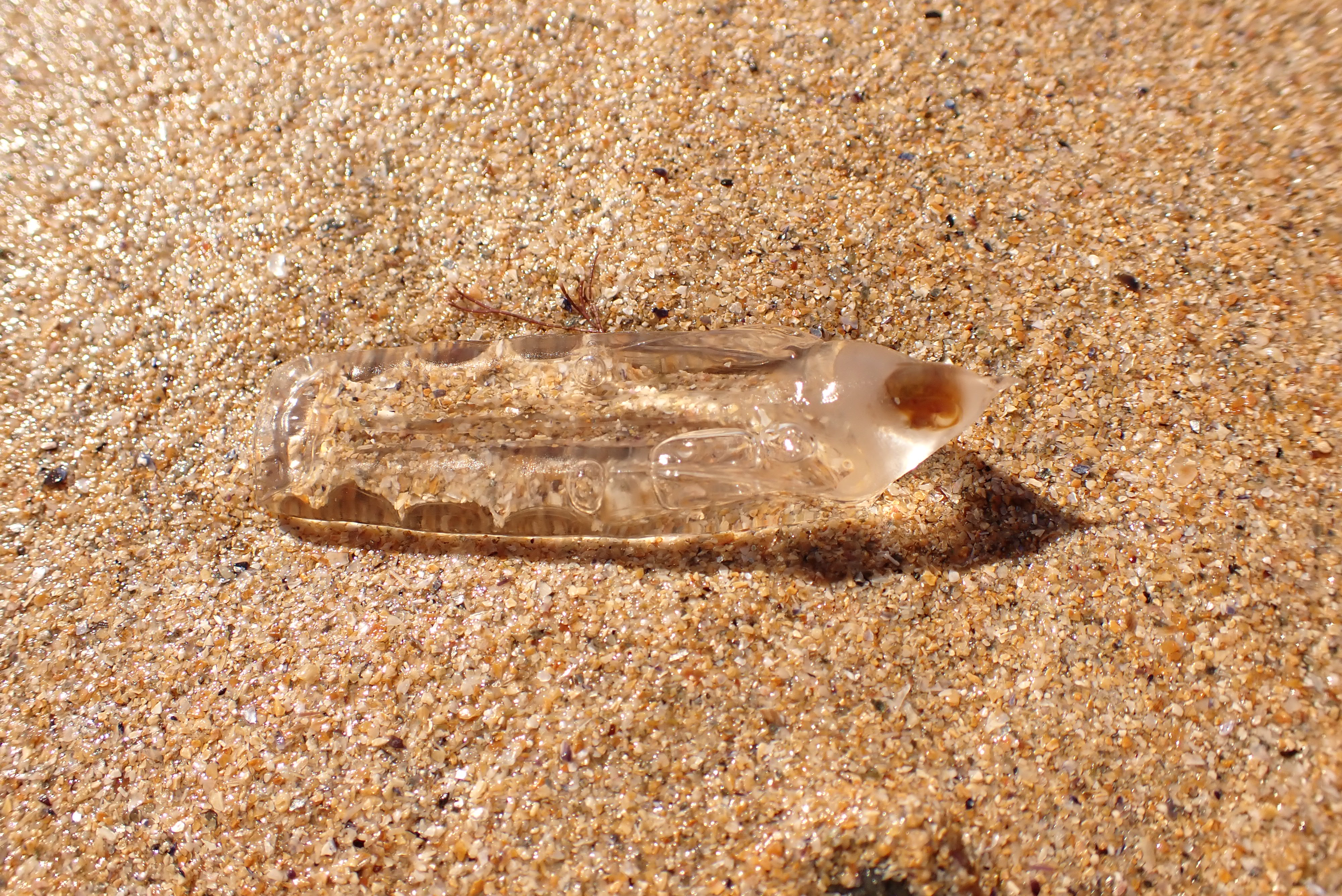
Vue dorsale.

### GenreSoestia
- (en) WoRMS : Soestia Kott, 1998 (+ liste espèces) (consulté le 8 septembre 2020)
- (en) Catalogue of Life : Soestia Kott, 1998 (consulté le 13 avril 2023)

### EspèceSoestia zonaria
- (en) WoRMS : espèce Soestia zonaria (Pallas, 1774) (consulté le 8 septembre 2020)
- (en) Catalogue of Life : Soestia zonaria (Pallas, 1774) (consulté le 11 décembre 2020)